# Die Hard Trilogy 2: Viva Las Vegas
Die Hard Trilogy 2: Viva Las Vegas es un videojuego desarrollado por n-Space y publicado por Fox Interactive para Microsoft Windows y PlayStation en el año 2000. Es una secuela de Die Hard Trilogy, que se basó en la serie de películas de acción Die Hard. Al igual que su predecesor, el juego presenta tres géneros distintos; un shooter en tercera persona, un juego de pistola ligera y un juego de conducción de acción. A diferencia de "Die Hard Trilogy", que tiene tres historias separadas basadas en las tres primeras películas de "Die Hard", "Die Hard Trilogy 2" tiene una única historia original que alterna entre los tres géneros a lo largo de los niveles.

## Jugabilidad
A diferencia de "Die Hard Trilogy", los diferentes subjuegos o géneros (shooter en tercera persona, shooter con pistola ligera y conducción) están integrados en el "Modo Película", en el que el jugador pasa de un juego a otro a medida que avanza en lugar de seleccionar un único género de juego independiente para jugar. Sin embargo, aún se puede seleccionar un subjuego individual a través del "Modo Arcade".
Los segmentos de disparos en tercera persona presentan una IA enemiga más avanzada en comparación con su predecesor, con enemigos caminando por caminos de patrulla, buscando activamente al jugador y respondiendo a los ruidos hechos por el jugador. También se incorporan elementos de sigilo al juego. Hay disponible una variedad de armas estándar junto con armas menos tradicionales como lanzallamas, rifle de choque y martillo neumático.
Además del controlador estándar de PlayStation, el PlayStation Mouse, los volantes y las pistolas de luz se pueden utilizar en las partes relevantes del juego.

## Trama
John McClane vive en un apartamento en Nueva York hasta que recibe una llamada telefónica de Kenny Sinclair, su mejor amigo en el NYPD, para venir a Las Vegas. Kenny fue nombrado nuevo Guardián de la prisión de Mesa Grande y está organizando una fiesta en su honor. McClane acepta la invitación. En la fiesta, McClane entabla una breve conversación sobre un prisionero llamado Klaus Von Haug y conoce a Reese Hoffman, la propietaria del Casino Roaring 20's, y su secretaria Elena Goshkin. Sin embargo, durante la fiesta, se produce un motín en la prisión y Von Haug escapa de su celda, lo que significaba que McClane debía derrotar a los terroristas nuevamente.
A medida que avanza el juego, se revela que Kenny, Reese y Elena están involucrados en el complot terrorista en su intento de controlar Las Vegas. McClane los despacha a todos, dejando a Kenny para el final.

## Desarrollo
Fox Interactive pidió a Picture House, un estudio de desarrollo que incluía miembros clave del equipo detrás de la "Trilogía de Duro de Matar" original, que desarrollara la secuela. Cansado de la franquicia "Duro de matar", Picture House rechazó la oferta y prefirió trabajar en "Terracon".

## Recepción
Die Hard Trilogy 2: Viva Las Vegas recibió críticas mixtas en ambas plataformas según el sitio web de agregación de reseñas GameRankings.
Sam Bishop de IGN' criticó la versión de PlayStation por no perfeccionar ninguno de los tres géneros de juego presentados y afirmó que "realmente no hay nada que disfrutar". Le dio crédito a la velocidad de fotogramas generalmente sólida y a las animaciones decentes, a pesar de las texturas suaves. GameRevolution describió la música como "horrible" y criticó la cámara de la misma versión de PS por permitir al jugador ver a través de las paredes. Además, los segmentos de armas ligeras se consideran terribles, a pesar de los elogios recibidos en el juego original. De los segmentos de conducción de la misma versión de consola, la reseña afirmaba que "quien haya diseñado esta parte del juego debería ser enviado a prisión". NextGen's Daniel Erickson dijo de la misma versión de PS: "Un ejemplo perfecto de intentar hacer todo sin lograr nada, Die Hard Trilogy 2 es un lío de ideas de juego mal ejecutadas y gráficos anticuados."
Enid Burns de GamePro dijo que la versión para PC "ofrece mucho a los fanáticos de Die Hard Trilogy y brinda la sensación de estar en la película a cualquiera que aprecie la acción". Lou Gubrious dijo sobre la versión de PlayStation: "Como la mayoría de las secuelas, DHT2 tiene sus momentos pero palidece en comparación con el original".